# Harzer (Familienname)
Harzer  ist ein Familienname.

## Namensträger
- Eberhard Harzer (1887–1949), Abt des Klosters Osek
- Jens Harzer (* 1972), deutscher Schauspieler
- Paul Harzer (1857–1932), deutscher Astronom
- Regina Harzer (* 1958), deutsche Hochschullehrerin und Rechtswissenschaftlerin
- Rudolf Harzer (1899–1959), deutscher Jurist und Präsident des Evangelisch-Lutherischen Landeskirchenamts Sachsen
- Sandra Harzer-Kux (* 1972), deutsche Medienmanagerin
- Steffen Harzer (* 1960), deutscher Politiker (Die Linke)
- Ulrike Harzer (* 1968), deutsche Politikerin (FDP), MdB
- Walter Harzer (1912–1982), deutscher SS-Standartenführer